# 八千代市
八千代市（日语：／ Yachiyo shi */?）是千葉縣西北部葛南地域的一市。位于千葉县西北部内陸地区。人口約19万人位居千葉縣內第七。為住宅團地發源地，現在以東葉高速線沿線為中心進行住宅區開發。往東京都特別區部的通勤率為26.6%（平成22年國勢調査）。

## 地理

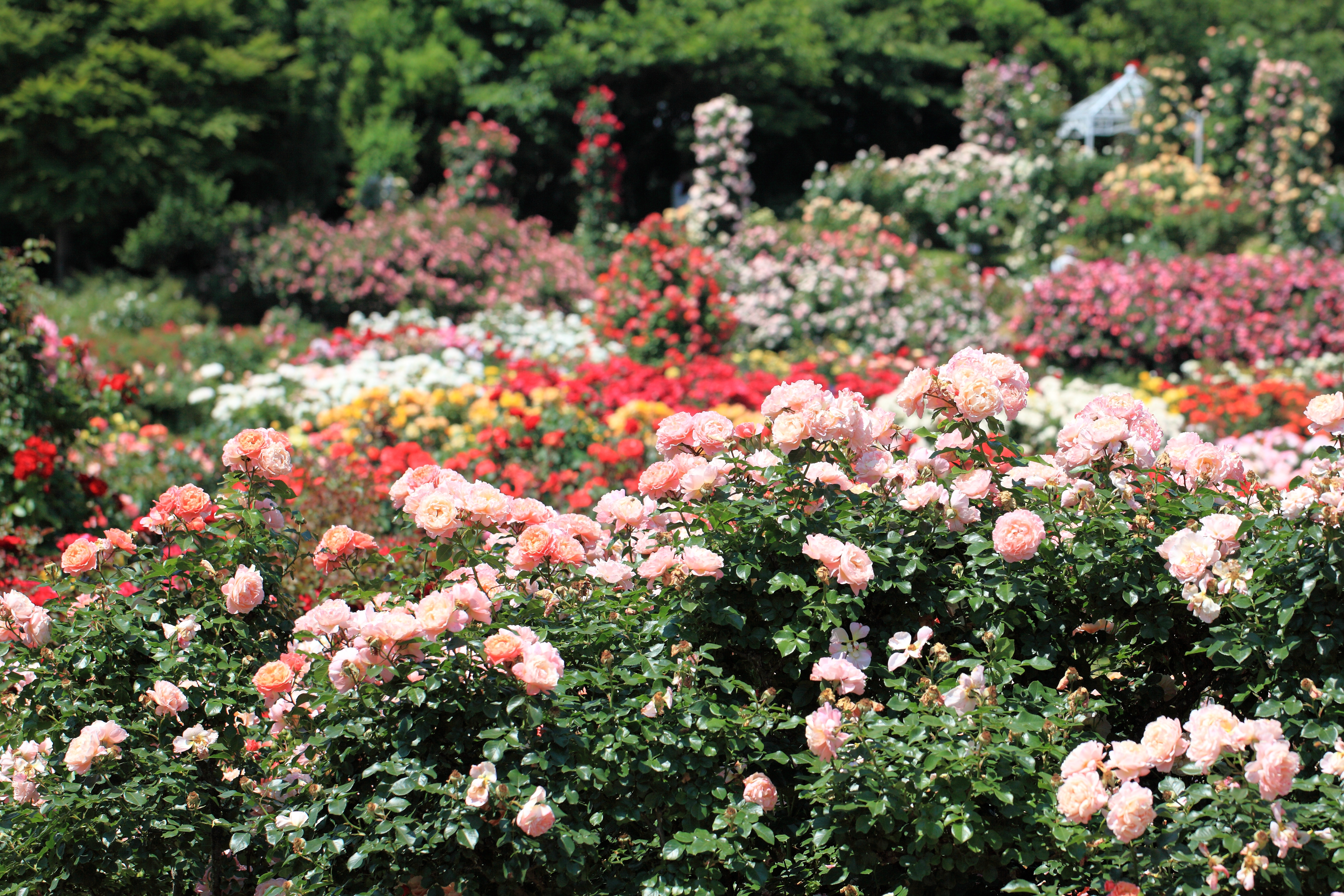
京成玫瑰園藝株式會社所運營的玫瑰花園（京成玫瑰園西洋式花園）

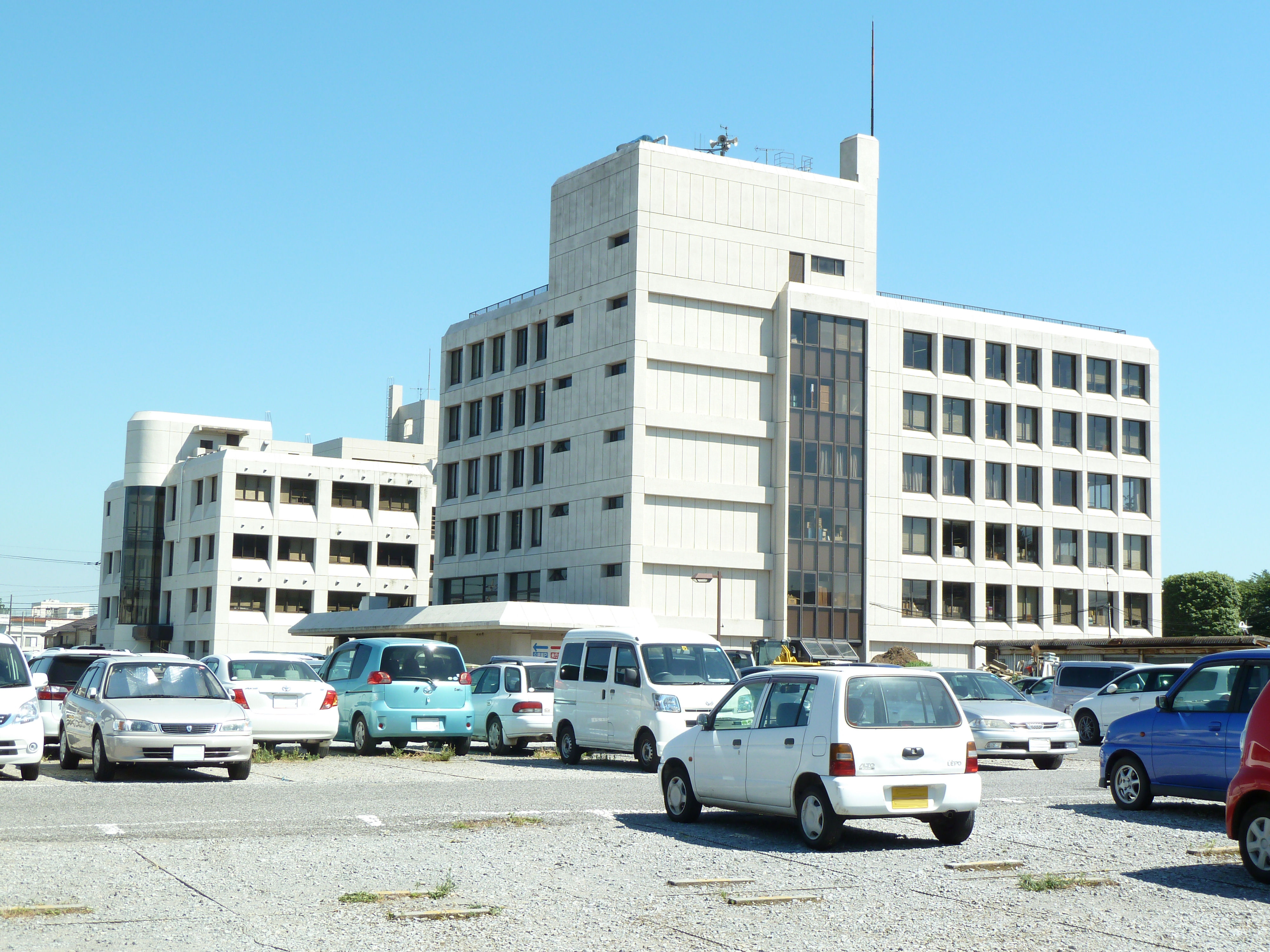
八千代市公所

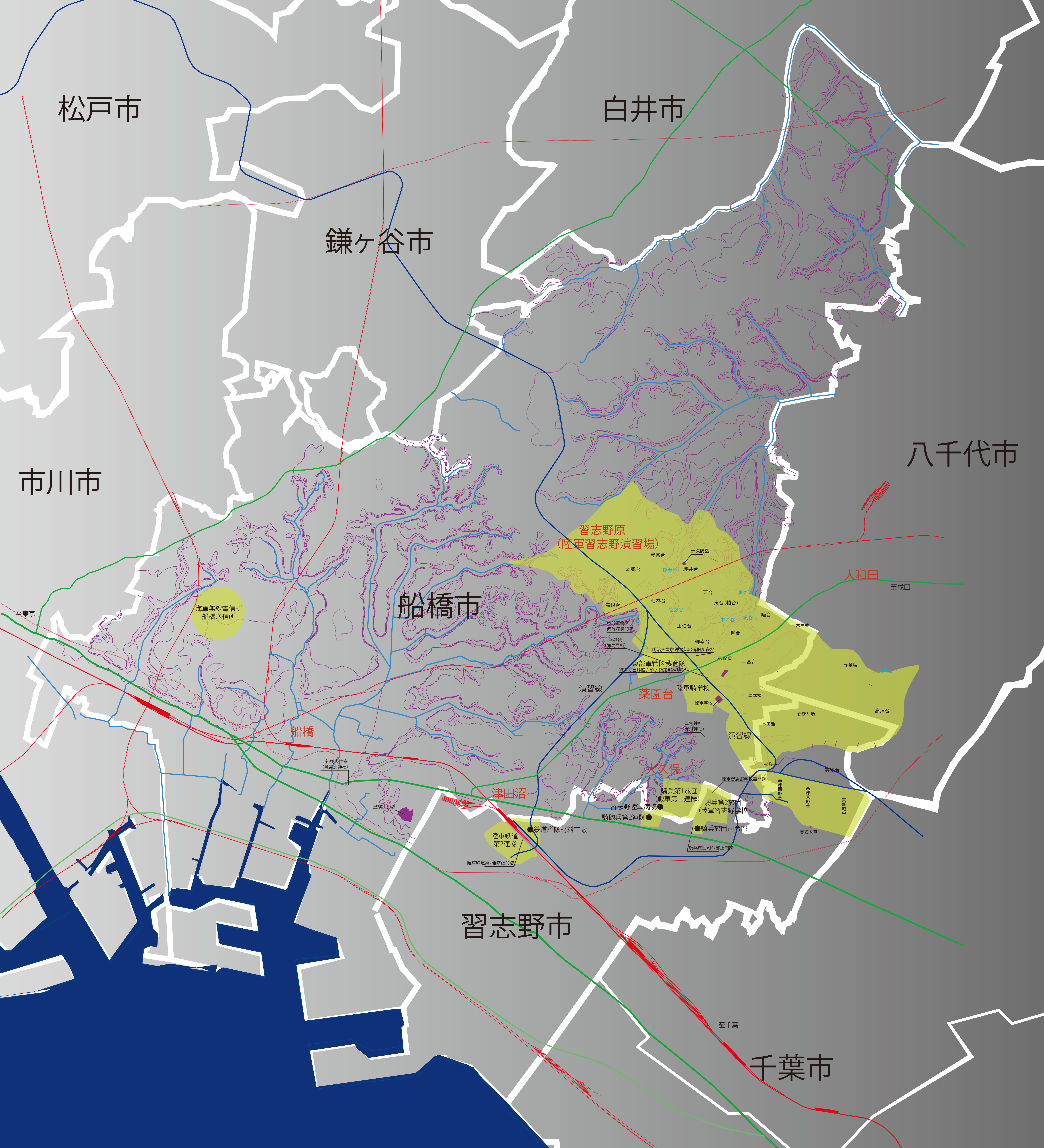
周邊的舊軍事設施

- 位居千葉縣西北部內陸。距離東京約33公里，距離千葉市約13公里
- 地處下總台地（日语：下総台地），新川（日语：印旛放水路）南北縱斷市域，低地在新川周邊與印旛沼附近的市北部。
- 過去傳聞有阿蘇沼沼澤存在[1]。

### 人口
1975年，本市人口成長率在人口10萬人以上的都市中位居全國第一。當時居民多居住在京成線沿線。之後因東葉高速線通車，人口再次成長。現在除了東葉線，京成線沿線也開始進行都市更新與住宅開發，預計人口將持續成長至2025年，但近年人口成長已趨緩。
| 八千代市人口分布圖 |                                                 |  |
| 八千代市與日本全國年齡別人口分布比較圖 （2005年資料） | 八千代市的年齡、男女別人口分布圖 （2005年資料） |  |
| ■紫色是八千代市 ■綠色是全国 | ■藍色是男性 ■紅色是女性                         |  |
| 八千代市人口變化 \| 1970年 \| 66,995人 \| \| \| 1975年 \| 113,262人 \| \| \| 1980年 \| 134,479人 \| \| \| 1985年 \| 142,184人 \| \| \| 1990年 \| 148,615人 \| \| \| 1995年 \| 154,509人 \| \| \| 2000年 \| 168,848人 \| \| \| 2005年 \| 180,729人 \| \| \| 2010年 \| 189,781人 \| \| \| 2015年 \| 193,152人 \| \| \| 2020年 \| 199,498人 \| \| |                                                 |  |
| 資料來源：日本總務省統計中心提供之人口普查數據 |                                                 |  |
| 1970年 | 66,995人                                        |  |
| 1975年 | 113,262人                                       |  |
| 1980年 | 134,479人                                       |  |
| 1985年 | 142,184人                                       |  |
| 1990年 | 148,615人                                       |  |
| 1995年 | 154,509人                                       |  |
| 2000年 | 168,848人                                       |  |
| 2005年 | 180,729人                                       |  |
| 2010年 | 189,781人                                       |  |
| 2015年 | 193,152人                                       |  |
| 2020年 | 199,498人                                       |  |

### 鄰接自治體、行政區
- 千葉市（花見川區）
- 佐倉市
- 船橋市
- 印西市
- 白井市
- 習志野市

### 河川
市內河川屬利根川水系。
- 印旛放水路（日语：印旛放水路）（新川、花見川） - 人工開鑿的一級河川。以大和田排水機場為界，印旛沼側稱新川、檢見川之濱側稱花見川。
  - 勝田川（日语：勝田川） - 一級河川。流經東南部、千葉市花見川區區界。
  - 高津川（日语：高津川 (千葉県)） - 流過人口密度高的南部地區，為都市下水道。
    - 蘆太川 - 都市下水路。

  - 桑納川（日语：桑納川） - 一級河川。流經北部。
    - 花輪川 - 準用河川。水源在東葉高速鐵道車庫旁。
    - 石神川 - 一級河川。流經吉橋工業團地旁。

  - 神崎川（日语：神崎川 (千葉県)） - 一級河川。流過北部白井市界。
    - 戶神川 - 一級河川。

  - 高野川 - 準用河川。佐倉市內稱小竹川（日语：小竹川）（上小竹川），流經東部市界附近。

## 歷史
- 曾挖掘出舊石器時代遺跡，推測約3萬年前已有人類在此活動。
- 中世曾築有米本城（日语：米本城），但在1558年城主村上綱清（日语：村上綱清）自殺後廢城。
- 江戶時代，此地為佐倉藩領、天領、旗本領。成田街道（日语：成田街道）大和田宿是成田山參拜客休息的宿場町。
- 1874年 - 現市域西南部收購成為陸軍習志野演習場（日语：習志野）一部分。近年因舊日本陸軍軍用地發現毒氣彈，成為舊日本陸軍習志野駐屯地所在的船橋市、習志野市等周邊自治體的重大議題[3][4]。
- 1889年 - 市町村制施行，成立千葉郡大和田村（1891年施行町制）、同睦村、印旛郡阿蘇村。
- 1923年 - 關東大地震後，高津地區發生自警團虐殺朝鮮人虐殺事件[5]。高津觀音寺內設有慰靈碑。
- 1926年 - 第一條鐵路線京成線開通，設置京成大和田站。
- 1954年 - 大和田町（日语：大和田町 (千葉県)）與睦村合併成立千葉郡八千代町。「八千代」是公開徵選所決定。同年合併印旛郡阿蘇村。
- 1955年 - 日本住宅公團（日语：日本住宅公団）打造日本第一座大規模住宅團地八千代台團地（日语：八千代台団地）。
- 1956年 - 京成線八千代台站開業。
- 1967年1月1日 - 與流山一同施行市制。千葉郡消滅。
- 1968年 - 京成線勝田台站開業。
- 1996年4月27日 - 東葉高速鐵道開業。市內設置八千代綠丘、八千代中央、村上、東葉勝田台四站。
- 2000年 - 人口突破15萬人。

### 組成八千代市的舊町村
- 千葉郡
  - 大和田町（日语：大和田町 (千葉県)）
  - 睦村（日语：睦村）
- 印旛郡
  - 阿蘇村（日语：阿蘇村）
  - 志津村（日语：志津村 (千葉県)）一部分（現在的勝田台七丁目）

#### 變遷
- 1954年1月－千葉郡大和田町與千葉郡睦村合併成立千葉郡八千代町
- 1954年4月－八千代町高津一部分（安生津）劃入千葉郡幕張町
- 1954年9月－印旛郡阿蘇村併入千葉郡八千代町
- 1956年11月－八千代町井野一部分劃入佐倉市
- 1967年1月－市制施行，為八千代市（千葉郡消滅）
- 1969年10月－佐倉市上志津一部分併入、千葉市橫戶町一部分併入，勝田一部分劃入千葉市
- 1972年12月－千葉市橫戶町一部分併入
- 1975年7月－佐倉市西志津一部分併入，勝田台一部分劃入佐倉市
- 2001年6月－印西市船尾一部分併入，佐山一部分劃入印西市
- 2004年1月－印西市船尾一部分併入，堀之內一部分劃入印西市

## 行政

### 市長
- 秋葉就一（日语：秋葉就一）（あきば しゅういち） - 2013年（平成25年）5月26日～。

### 警察
- 八千代警察署（日语：八千代警察署）（管轄八千代市全域）
大和田站前交番、勝田台交番、高津交番、村上站前交番、八千代台站前交番、八千代台東交番、八千代中央站前交番、八千代綠丘站前交番、米本交番、睦駐在所、村上駐在所

### 消防
- 八千代市消防本部（日语：八千代市消防本部）
  - 中央消防署
    - 八千代台分署

  - 東消防署
    - 勝田台分署

### 國家機關
- 陸上自衛隊習志野演習場。

## 立法

### 市議會
- 席次：28名[6]
- 任期：2015年（平成27年）1月15日～2019年（平成31年）1月14日
- 議長：嵐芳隆 （あらし よしたか）[7]
- 副議長：正田富美惠（しょうだ ふみえ）

| 黨派                   | 席次 |
| ---------------------- | ---- |
| 市民俱樂部             | 7    |
| 公明黨                 | 5    |
| 自由民主黨             | 4    |
| 新眾人廣場             | 4    |
| 日本共產黨             | 3    |
| 新未來（民主黨）       | 2    |
| 未有派系議員（維新黨） | 2    |
| 未有派系議員（無黨派） | 1    |

### 縣議會
- 選舉區：八千代市選舉區
- 席次：3名
- 任期：2015年（平成27年）4月30日～2019年（平成31年）4月29日[8]

| 姓名                          | 黨派                       | 當選次數 |
| ----------------------------- | -------------------------- | -------- |
| 茂呂剛（もろ つよし）         | 自由民主黨千葉縣議會議員會 | 1        |
| 橫山秀明（よこやま ひであき） | 公明黨]千葉縣議會議員團    | 2        |
| 石井敏雄（いしい としお）     | 民主黨千葉縣議會議員會     | 2        |

### 眾議院
- 選舉區：千葉縣第2區 （千葉市花見川區、習志野市、八千代市）
- 任期： 2014年（平成26年）12月14日 － 2018年（平成30年）12月13日（參照「第46屆日本眾議院議員總選舉」）

| 姓名     | 黨派       | 當選次數 |
| -------- | ---------- | -------- |
| 小林鷹之 | 自由民主黨 | 2        |

## 經濟

### 農業
低地為稻作，台地則以梨栽種為主。八千代市產的梨在昭和時期以「阿蘇梨」之名出貨。以類別來看，蔬菜（菠菜、胡蘿蔔等）占全市生產額一半，其次是畜牧業、梨等水果、米。牛乳生產也十分興盛。

### 製造業
工業區
- 八千代工業團地
- 上高野工業團地
  - 小久保製冰冷藏（日语：小久保製氷冷蔵）本社、工場
  - Amazon.com八千代物流中心
  - EARTHTECHNICA（日语：アーステクニカ）八千代工場
- 吉橋工業團地
  - 石井食品（日语：石井食品）八千代工場

### 主要商業設施
- YourELM（日语：ユアエルム）八千代台店 - ユアエルム京成の本社所在地。
- Izumiya（日语：イズミヤ）八千代店
- Fululu Garden八千代（日语：村上 (八千代市)） - 主要租戶是伊藤洋華堂
- 永旺夢樂城八千代綠丘（日语：イオンモール八千代緑が丘）
- ism綠丘 - Trial（日语：トライアルカンパニー）、Cat's Eye（日语：キャッツアイ (アミューズメント施設)）等。

### 設立本社的主要企業
- 地域新聞社（日语：地域新聞社）
- 小久保製冰冷藏（日语：小久保製氷冷蔵）
- 真珠樂器（日语：パール楽器）
- 東葉高速鐵道

## 姊妹都市、提攜都市

### 國內
- 1986年10月12日與「八千代」各自治體結成姊妹都市。
茨城縣結城郡八千代町、兵庫縣多可郡八千代町（日语：八千代町 (兵庫県)）（現多可町）、廣島縣高田郡八千代町（日语：八千代町 (広島県)）（現安藝高田市）
- 由於兵庫縣八千代町、廣島縣八千代町合併消滅，2004年2月解除合作。
- 與北海道釧路市為運動友好都市。

### 海外
- 泰勒（美國德克薩斯州）
1992年5月16日在泰勒、同年8月23日在八千代市舉行姊妹城市簽字儀式。
- 曼谷（泰國）
2008年5月17日在八千代市舉行友好都市簽字儀式。

## 地域

### 南部
八千代市中較為悠久的市區。昭和後期大開發成為臥城，京成本線沿線是廣大的住宅區。
大和田地域
曾是成田街道的宿場町。具有歷史的舊市區。現在因開發已不見過去樣貌。北部有國道296號通過，是市役所、消防署所在地，住宅密度不高，仍可見農地。国道296號周邊有近郊型超市，京成大和田站前正在進行都市更新。
八千代台地域
本地有日本最早的住宅團地「八千代台團地」，是住宅團地發源地。八千代台站周邊住宅密集，是市內人口密度最高的區域。商業設施集中在車站周邊與道路沿線，高津川對岸的西北側是自衛隊習志野演習場。
高津地域
鄰接自衛隊習志野演習場、以高津團地為中心的住宅區。中央有高津川。北部國道296號周邊有多條主要縣道，道路狹窄，交通量大。新木戶交差點等是著名塞車路段。
勝田台地域
勝 田台站、東葉勝田台站為中心的區域，中心地區為商店街。南部有住宅團地，北部有國道296號、西部有國道16號通過，交通便利。近新川及其支流勝田川，地 勢起伏較顯著。雖然鄰接佐倉市，但中心車站有2條鐵道路線停靠，市內利用人數位居第一，是佐倉市民聚集的據點地域。除了學生眾多，村上團地等北部市民也大 多是搭乘巴士或騎自行車前來，車站周邊設有許多自行車停車場。

### 中部
東葉高速線通車以來，車站周邊陸續進行住宅區開發。村上、八千代中央、綠丘等車站沿線高層公寓林立，村上站前有Fululu Garden八千代、山田電機等商業設施、八千代綠丘站前有永旺、TOHO影城等商業設施。
綠丘地域
東葉高速線開通後形成的新興地區。除了東葉高速鉄鐵本社與車庫外，也有永旺與電影院等商業設施。與國道另一側的高津地域不同，是高層公寓林立的新興住宅區。西部是元來沼地，因有新川水系支流，地勢起伏明顯。現在正在進行區劃重整，進一步往西北部開發。
百合木（ゆりのき）台周邊地域
東葉高速線八千代中央站開業前開始建設團地，開業後周邊陸續開發為住宅區、建造高層公寓。鄰近大和田地域的地區是傳統的住宅區。南部因繞道等道路匯集，交通量大。區內除了八千代郵便局、八千代警察署、八千代市消防本部等行政機關，以及市民會館與八千代總合運動公園，是本市核心之一。新川旁多水田。
村上地域
國道16號線周邊有伊藤洋華堂、Izumiya等商業設施。村上站開業後周邊進行住宅地開發。地域中央是村上團地，村上綠地公園東側是上高野工業團地。村上團地周邊有許多高校。北部除了主要道路周邊以外，多樹林與果樹園，梨等栽培興盛。
大和田新田東北地域
八千代綠丘站、八千代中央站之間的區域。遠離車站的地方住宅稀少。本區有八千代工業團地、東京女子醫科大學八千代醫療中心、京成玫瑰園。

### 北部
遠離車站，除米本團地、大學町住宅區外多為農地。以近郊農業為主。本地區有秀明大學、東京成德大學。

### 市內主要團地
- 八千代台團地（日语：八千代台団地）
- 八千代台西團地
- 高津團地
- 百合木台團地
- 村上團地
- 米本團地
- 勝田台（日语：勝田台）團地

## 教育

### 圖書館
- 八千代市立大和田圖書館
- 八千代市立八千代台圖書館
- 八千代市立勝田台圖書館
- 八千代市立綠丘圖書館
- 八千代市立中央圖書館（暫名）計畫、建設中

### 小學校
- 八千代市立大和田小學校
- 八千代市立大和田南小學校
- 八千代市立大和田西小學校
- 八千代市立睦小學校
- 八千代市立阿蘇小學校
- 八千代市立村上小學校（日语：八千代市立村上小学校）
- 八千代市立村上東小學校
- 八千代市立村上北小學校（日语：八千代市立村上北小学校）
- 八千代市立八千代台小學校
- 八千代市立八千代台東小學校（日语：八千代市立八千代台東小学校）
- 八千代市立八千代台西小學校
- 八千代市立綠丘（みどりが丘）小學校

- 八千代市立八千代台東第二小學校
- 八千代市立勝田台小學校
- 八千代市立勝田台南小學校
- 八千代市立米本小學校
- 八千代市立米本南小學校
- 八千代市立高津小學校
- 八千代市立西高津小學校
- 八千代市立南高津小學校
- 八千代市立新木戶小學校（日语：八千代市立新木戸小学校）
- 八千代市立萱田小學校（日语：八千代市立萱田小学校）
- 八千代市立萱田南小學校

### 中學校
- 八千代市立八千代中學校
- 八千代市立睦中學校
- 八千代市立阿蘇中學校
- 八千代市立勝田台中學校（日语：八千代市立勝田台中学校）
- 八千代市立大和田中學校（日语：八千代市立大和田中学校）
- 八千代市立高津中學校
- 八千代市立八千代台西中學校（日语：八千代市立八千代台西中学校）

- 八千代市立村上東中學校（日语：八千代市立村上東中学校）
- 八千代市立東高津中學校
- 八千代市立村上中學校（日语：八千代市立村上中学校）
- 八千代市立萱田中學校（日语：八千代市立萱田中学校）
- 私立秀明八千代中學校（日语：秀明八千代中学校・高等学校）
- 私立八千代松陰中學校

### 高等學校
- 千葉縣立八千代高等學校（日语：千葉県立八千代高等学校）
- 千葉縣立八千代東高等學校（日语：千葉県立八千代東高等学校）
- 千葉縣立八千代西高等學校（日语：千葉県立八千代西高等学校）
- 私立千葉英和高等學校（日语：千葉英和高等学校）
- 私立八千代松陰高等學校（日语：八千代松陰中学校・高等学校）
- 私立秀明八千代高等學校（日语：秀明八千代中学校・高等学校）

### 特別支援學校
- 千葉縣立八千代特別支援學校

### 專修學校
- 東京動物專門學校（日语：東京動物専門学校）

### 大學

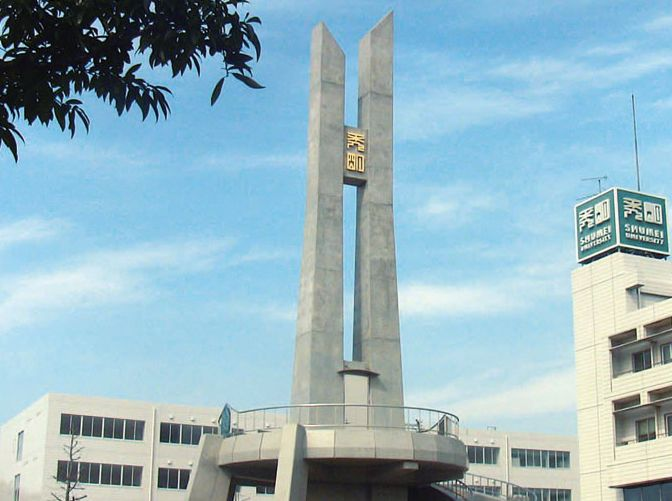
秀明大学

- 秀明大學

## 交通

### 鐵路
京成電鐵
- 本線：八千代台站 - 京成大和田站 - 勝田台站

東葉高速鐵道
- 東葉高速線：八千代綠丘站 - 八千代中央站 - 村上站 - 東葉勝田台站

### 路線巴士
- 社區巴士（日语：八千代市公共施設循環バス）
- 京成巴士
- 千葉內陸巴士（日语：千葉内陸バス）
- 船橋新京成巴士（日语：船橋新京成バス）
- 東洋巴士（日语：東洋バス）
- 千葉海濱巴士（日语：千葉シーサイドバス）
- 千葉彩虹巴士（日语：ちばレインボーバス）
- 平和交通

### 道路
- 國道
  - 國道16號
  - 國道296號（日语：国道296号）
- 縣道
- 主要地方道
  - 千葉県道4號千葉龍崎線（日语：千葉県道・茨城県道4号千葉竜ヶ崎線）
  - 千葉縣道57號千葉鎌谷松戶線（日语：千葉県道57号千葉鎌ケ谷松戸線）
  - 千葉縣道61號船橋印西線（日语：千葉県道61号船橋印西線）
- 一般縣道
  - 千葉縣道201號大和田停車場線（日语：千葉県道201号大和田停車場線）
  - 千葉縣道262號幕張八千代線（日语：千葉県道262号幕張八千代線）
  - 千葉縣道263號八千代宗像線（日语：千葉県道263号八千代宗像線）
  - 千葉縣道406號八千代印旛榮自行車道線（日语：千葉県道406号八千代印旛栄自転車道線）

- 其他

- 都市計畫道路勝田台長熊線

## 觀光
- 京成玫瑰園（日语：京成バラ園芸）
- 道之驛八千代（日语：道の駅やちよ）
- 八千代故鄉親子祭 - 每年8月最後一個周六於新川村上橋舉行的夏祭。
- 新川遊步道 - 印旛放水路（印旛沼～檢見川濱）的步道，八千代市管理的區段為阿宗橋～大和田排水機場之間。暱稱新川自行車道。

## 出身人士
- 八百屋於七（江戶時代放火未遂事件，淨瑠璃芝居等原型人物）

## 備註
1. ↑  佐倉風土記
2. ↑  沿線地域の将来動向[永久]
3. ↑  .   [2015-09-05]. （原始内容存档于2009-03-13）.
4. ↑  .   [2015-09-05]. （原始内容存档于2013-03-30）.
5. ↑  .   [2015-09-05]. （原始内容存档于2015-09-05）.
6. ↑  . 八千代議会事務局庶務課.   [2015-01-20]. （原始内容存档于2015-01-20）.
7. ↑  . 八千代議会事務局庶務課.   [2015-01-20]. （原始内容存档于2015-01-20）.
8. ↑  .   [2015-09-05]. （原始内容存档于2015-09-24）.

## 外部連結
- 八千代市（页面存档备份，存于）